# Narodni glas (Buenos Aires)
Narodni glas je bio list Hrvata u Argentini.
Prvi je broj izašao prije 1883. godine. Izlazio je u Buenos Airesu.